# Aligaga I
Ne doit pas être confondu avec Aligaga II.
Aligaga I est une localité située dans le département de Sampelga de la province du Séno dans la région Sahel au Burkina Faso.